# You Are What You Is
You Are What You Is (deutsch „Du bist was Du bist“) ist ein Rockalbum von Frank Zappa, das 1981 auf Schallplatte erschien. Das Album wurde zu großen Teilen in Zappas eigenem Studio Utility Muffin Research Kitchen eingespielt und dort auch produziert. Dabei setzte Zappa umfangreich Overdub-Techniken ein. You Are What You Is erschien ursprünglich als Doppelalbum, wobei jede Seite nach Art eines Konzeptalbums einem eigenen Themenbereich gewidmet ist. Die einzelnen Stücke gehen ineinander über und sind teils durch gesprochene Übergänge miteinander verknüpft. Zappa übt deutliche Kritik an der amerikanischen Gesellschaft im Zeitalter der Reagan-Regierung; er parodiert die Anspruchshaltung von Teenagern, die Selbstverliebtheit und Eitelkeit der Yuppies ebenso wie jene älterer Damen der Gesellschaft in kleinen Städten. Auch die Religion als Triebkraft von Krieg und Zerstörung und das Gewinnstreben der Fernsehprediger prangert er an.

## Titelliste
1. Teen-Age Wind – 3:02
2. Harder Than Your Husband – 2:28
3. Doreen – 4:44
4. Goblin Girl – 4:07
5. Theme from the 3rd Movement of Sinister Footwear – 3:34
6. Society Pages – 2:27
7. I’m a Beautiful Guy – 1:56
8. Beauty Knows No Pain – 3:02
9. Charlie’s Enormous Mouth – 3:36
10. Any Downers? – 2:08
11. Conehead – 4:24
12. You Are What You Is – 4:23
13. Mudd Club – 3:11
14. The Meek Shall Inherit Nothing – 3:10
15. Dumb All Over – 5:45
16. Heavenly Bank Account – 3:44
17. Suicide Chump – 2:49
18. Jumbo Go Away – 3:43
19. If Only She Woulda – 3:48
20. Drafted Again – 3:07

## Rezeption
Zappa selbst bezeichnete das Album als eines seiner besten, beklagte aber, dass es vom Publikum nicht angenommen wurde.
Das Album erreichte in den Billboard Charts Platz 93. Kelly Fisher Lowe sieht in You Are What You Is Zappas deutlichste politische Arbeit seit Absolutely Free oder We’re Only in It for the Money. Es sei ein unfassbar gutes Werk in Bezug auf Songwriting und Studioarbeit. Ben Watson schreibt, das Album bleibe eine der ehrgeizigsten öffentlichen Gegenpositionen zum Reaganismus.